# Santa Lucía de Tirajana
Santa Lucía de Tirajana es un municipio y pueblo español perteneciente a la isla de Gran Canaria, en la provincia de Las Palmas, comunidad autónoma de Canarias. Con 75 677 habitantes en 2023, es el tercer municipio más poblado de la isla y el sexto de Canarias.
Posee dos zonas con características bien diferenciadas: la zona costera, donde vive casi toda su población y en la que destacan los núcleos urbanos de Vecindario, Sardina y Pozo Izquierdo, y las medianías, que se corresponde con la zona de poblamiento más escaso y también más tradicional, y donde se halla la cabecera municipal.

## Toponimia
El municipio toma su nombre de su capital municipal, que a su vez deriva de la advocación de su iglesia parroquial dedicada a Santa Lucía de Siracusa. Hasta la fundación de esta, el casco del pueblo era conocido como El Lugarejo.
El apelativo «de Tirajana» alude a su posición dentro de esta comarca histórica, en el interior de la caldera volcánica homónima.

## Geografía
Localizado en el centro-este de la isla, se halla a 51 km de la capital insular. Limita con los municipios de San Bartolomé de Tirajana, del cual lo separa el barranco de Tirajana, y Agüimes, separados por el barranco de Balos.
Cuenta con una superficie de 61,56 km², lo que lo convierte en el décimo municipio por extensión de la isla de Gran Canaria.
La capital municipal, el casco de Santa Lucía, se halla a 680 m s. n. m., alcanzado el término su altitud máxima a 1 668,77 m s. n. m. en un punto bajo la elevación conocida como Alto de La Cruz.

### Clima
El municipio de Santa Lucía de Tirajana presenta un clima seco semiárido frío, de acuerdo con la clasificación de Köppen.
El mes más cálido es agosto, con una media de 21 °C, siendo el más frío enero, con 13 °C. La temperatura media anual es de 16,7 °C.
En cuanto a las precipitaciones, el promedio es de 277 mm al año.

### Zonas protegidas
El municipio de Santa Lucía posee parte de su superficie protegida en la Red Canaria de Espacios Naturales Protegidos, incluyéndose en su término zonas de la reserva natural especial de Los Marteles y del monumento natural del Roque Aguayro.

### Comunicaciones
- GC-1, comunica al municipio con Las Palmas de Gran Canaria y la zona turística del sur
- GC-65, comunica al municipio con San Bartolomé de Tirajana y la ciudad de Vecindario,en el mismo término municipal
- GC-550, comunica al municipio con Temisas (Agüimes), dicho municipio e Ingenio
- GC-653, comunica con el Barrio del el ingenio de Santa Lucía
- GC-553, comunica al municipio con la hoya la cebada
- GC-651, comunica al municipio con La Sorrueda y el patrimonio arqueológico de La Fortaleza
- GC-652, acceso a La Sorrueda
- GC-551, comunica al municipio con Agüimes e Ingenio,pero sin pasar por Temisas
- GC-191, atraviesa todo Vecindario para terminar en El Doctoral
- GC-198, atraviesa el barrio de El Doctoral
- GC-194, acceso a Pozo Izquierdo

## Historia
Una antigua leyenda popular atribuye el origen del topónimo a dos gigantes que habitaban en la caldera: Tira y Jana. Jana mató a Tira de una pedrada y al darse cuenta, en un grito de dolor se le escapó el alma por la boca, siendo enterrados ambos en el lugar conocido por Sepultura del Gigante.[cita requerida]
Los orígenes modernos de Santa Lucía se remontan a finales del siglo XV, cuando el conquistador Tomás Rodríguez de Palencia recibe las tierras y aguas de esta comarca por los servicios prestados a la Corona. Las tierras recibidas, al igual que muchas tierras del sureste de la isla, fueron dedicadas en un principio a la producción de azúcar de caña, producto que se destinaba casi en su totalidad a la exportación hacia mercados exteriores, como las colonias de la América española y el norte de Europa. De esta manera se instaló un ingenio que se denominó Ingenio Rojo de Tirajana, que se convertiría en el primer resto de la actividad agrícola e industrial de esta comarca.
A pesar de que el azúcar tiene un papel preponderante, el cereal —trigo, cebada y centeno— ocupará un importante lugar en la economía de los siglos xvi-xviii, puesto que se trata de la base alimenticia de la sociedad del Antiguo Régimen. Todos los propietarios de tierras destinaban parte de sus terrenos al cultivo de cereales. Asimismo, desde el siglo xvi existe una importante actividad económica centrada en el cultivo de la vid, pero será en el siglo xvii cuando ocupe un lugar preponderante en la economía de la zona. También destacó el cultivo del tabaco, que adquiere importancia a mediados del siglo xviii.
Uno de los mayores problemas a los que se enfrentó la población de esta comarca fueron las plagas de langosta o cigarrón, en los siglos xvii y xviii, que arruinaron numerosos cultivos y provocaron algunas hambrunas.

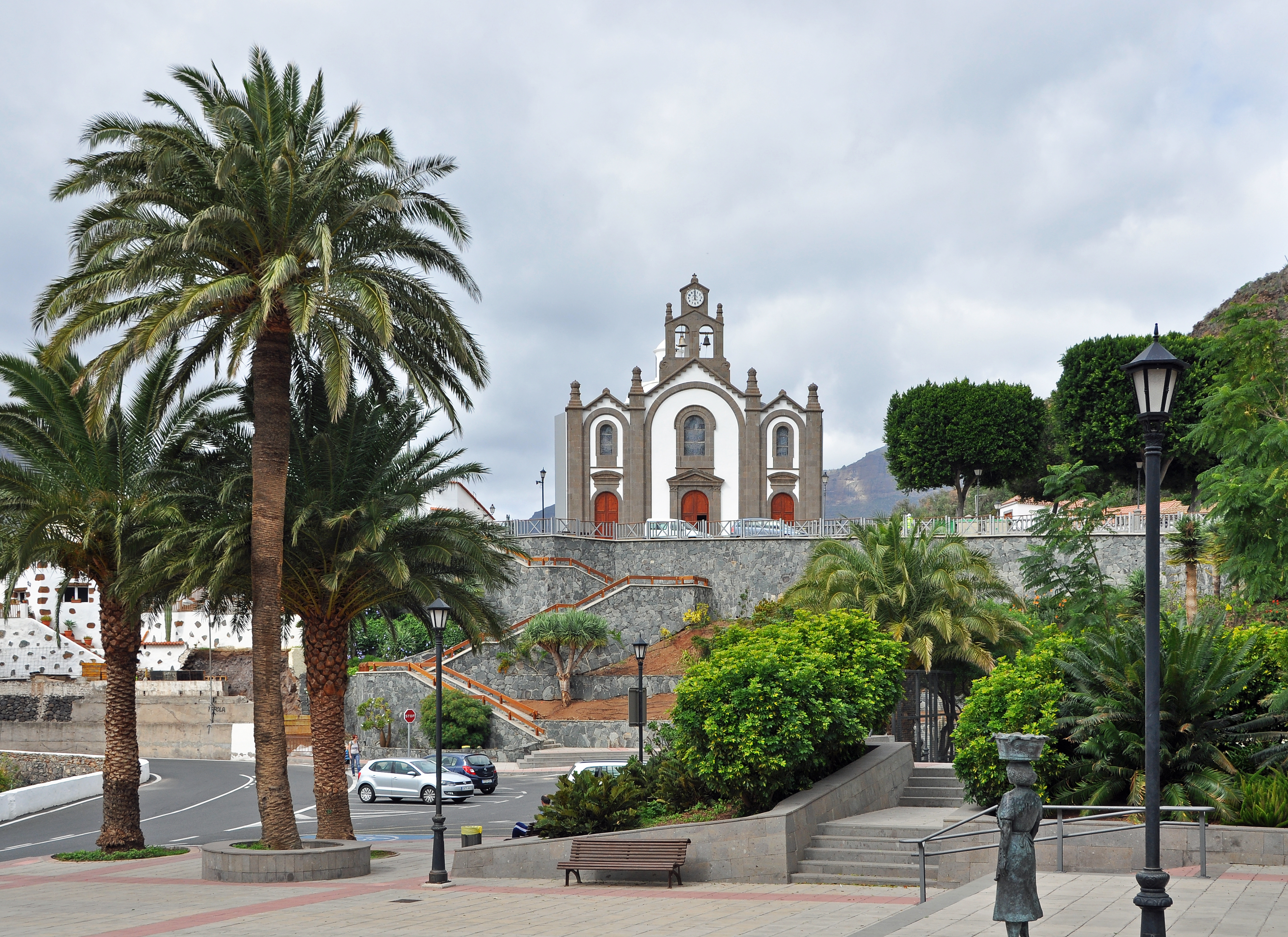
Iglesia de Santa Lucía

En 1814 se crea la parroquia sobre la ermita de Santa Lucía del Lugarejo tras la desmembración de la de San Bartolomé. Un año después el lugar se constituye en municipio independiente de Tirajana y del de la villa de Agüimes, culminando un proceso que había comenzado en 1803.
Para conformarse este municipio se tomaron algunos territorios: en el interior se tomaron tierras de San Bartolomé de Tirajana, y para la costa tierras de Agüimes. Ya en 1819 se constata la existencia de un documento en el que se habla de un alcalde de este ayuntamiento: José de León, vecino de Agüimes, otorga poder para reclamar al alcalde real del lugar de Santa Lucía de Tirajana. Este documento atestigua la aparición de conflictos territoriales y jurisdiccionales con los municipios en los que se encuadraba la recién nacida entidad administrativa. Santa Lucía de Tirajana se tendría que enfrentar a San Bartolomé en 1822 por el cobro de contribuciones, y a Agüimes en 1839 debido a los límites que separaban ambos términos. 
Todo comenzó por rumores que existían sobre la intención del ayuntamiento de Santa Lucía de poner un guarda en los parajes de Majada Ciega, Montaña de los Perros, Hoya de la Negra y Los Letreros. Los motivos que llevaron a la toma de esta decisión fueron el imposibilitar a los vecinos de Agüimes la entrada en sus parajes para que ejercieran el pastoreo y evitar también que cortasen leña. La respuesta de Agüimes no se hizo esperar, alegando que dichos terrenos eran comunales y que incluso los habitantes de Ingenio tenían igualmente derecho a estos terrenos, dirigiéndose así a este ayuntamiento para buscar su apoyo. No obstante, ya en 1776, vecinos de Agüimes habían reconocido que los terrenos de Majada Ciega pertenecían a la jurisdicción de Tirajana. Después de diez años de pleitos, las tierras quedaron definitivamente para Santa Lucía.

## Demografía
Santa Lucía de Tirajana cuenta con una población de 77 098 habitantes (INE 2024).
| Gráfica de evolución demográfica de Santa Lucía de Tirajana entre 1842 y 2021 |
| |
| Población de derecho según los censos de población del INE Población de hecho según los censos de población del INEEn estos censos se denominaba Santa Lucía: 1842, 1857, 1860, 1877, 1887, 1897, 1900, 1910, 1920, 1930, 1940, 1950, 1960, 1970, 1981 y 1991 |

En número de habitantes ocupa el tercer puesto tanto de la isla de Gran Canaria como de la provincia de Las Palmas.

## Administración y política

### Gobierno municipal
| Periodo   | Nombre                       | Partido | Partido                                                |
| --------- | ---------------------------- | ------- | ------------------------------------------------------ |
| 1979-1983 | Carmelo Ramírez Marrero      |         | Asamblea de Vecinos de Santa Lucía de Tirajana (AVSLT) |
| 1983-1991 | Carmelo Ramírez Marrero      |         | Asamblea Canaria Nacionalista (ACN)                    |
| 1991-1995 | Carmelo Ramírez Marrero      |         | Iniciativa Canaria Nacionalista (ICAN)                 |
| 1995-1999 | Camilo Sánchez Benítez       |         | Iniciativa Canaria Nacionalista (ICAN)                 |
| 1999-2001 | Camilo Sánchez Benítez       |         | Coalición Canaria (CC)                                 |
| 2001-2007 | Silverio Matos Pérez         |         | Coalición Canaria (CC)                                 |
| 2007-2013 | Silverio Matos Pérez         |         | Nueva Canarias (NC)                                    |
| 2013-2019 | Dunia González Vega          |         | Nueva Canarias (NC)                                    |
| 2019-2021 | Santiago Rodríguez Hernández |         | La Fortaleza                                           |
| 2021-act. | Francisco García López       |         | Nueva Canarias (NC)                                    |

El ayuntamiento local está compuesto por su alcalde-presidente y veinticuatro concejales, de los que dieciséis forman el grupo de gobierno.
En la legislatura 2015-2019 el municipio de Santa Lucía estuvo gobernado y gestionado por un pacto tripartito conformado por Nueva Canarias, Partido Socialista Obrero Español y Canarias Decide (Unidad del Pueblo-Izquierda Unida Canaria), siendo su alcaldesa Dunia González Vega de Nueva Canarias desde la dimisión del anterior primer edil en septiembre de 2013.
En la legislatura 2023-2027 el Ayuntamiento está gobernado por un pacto entre Nueva Canarias, PSOE y Unidos por Gran Canaria.
| Partido político                                       | 2023                     | 2023                     | 2023                     | 2019  | 2019  | 2019       | 2015   | 2015  | 2015       | 2011   | 2011  | 2011       | 2007   | 2007  | 2007       |
| Partido político                                       | Votos                    | %                        | Concejales               | Votos | %     | Concejales | Votos  | %     | Concejales | Votos  | %     | Concejales | Votos  | %     | Concejales |
| Nueva Canarias (NC)                                    | 8207                     | 30,00                    | 9                        | 6388  | 23,78 | 7          | 10 800 | 40,89 | 12         | 12 767 | 50,05 | 14         | 13 839 | 54,55 | 17         |
| Partido Socialista Obrero Español (PSOE)               | 4808                     | 17,57                    | 5                        | 4572  | 17,02 | 5          | 2578   | 9,76  | 3          | 1621   | 6,36  | 1          | 2114   | 8,33  | 2          |
| La Fortaleza                                           | 4432                     | 16,20                    | 5                        | 4842  | 18,02 | 5          | 4348   | 16,46 | 5          | 4133   | 16,20 | 4          | 1497   | 5,90  | 1          |
| Vox                                                    | 3084                     | 11,27                    | 3                        | 536   | 1,99  | 0          | —      | —     | —          | —      | —     | —          | —      | —     | —          |
| Partido Popular (PP)                                   | 2516                     | 9,19                     | 2                        | 1650  | 6,14  | 2          | 3167   | 11,99 | 3          | 5147   | 20,18 | 6          | 4316   | 17,01 | 5          |
| Unidos por Gran Canaria (UxGC)                         | 1539                     | 5,62                     | 1                        | 632   | 2,35  | 0          | 665    | 2,52  | 0          | —      | —     | —          | —      | —     | —          |
| Podemos-Izquierda Unida (IU)                           | 737                      | 2,69                     | 0                        | 1483  | 5,52  | 1          | 1686   | 6,38  | 1          | —      | —     | —          | —      | —     | —          |
| Agrupación de Vecinos Santa Lucía de Tirajana (AV-SLT) | Con Partido Popular (PP) | Con Partido Popular (PP) | Con Partido Popular (PP) | 4355  | 16,21 | 5          | —      | —     | —          | —      | —     | —          | —      | —     | —          |
| Plataforma por Santa Lucía de Tirajana (PxSL)          | —                        | —                        | —                        | —     | —     | —          | 1608   | 6,09  | 1          | —      | —     | —          | —      | —     | —          |

### Organización territorial

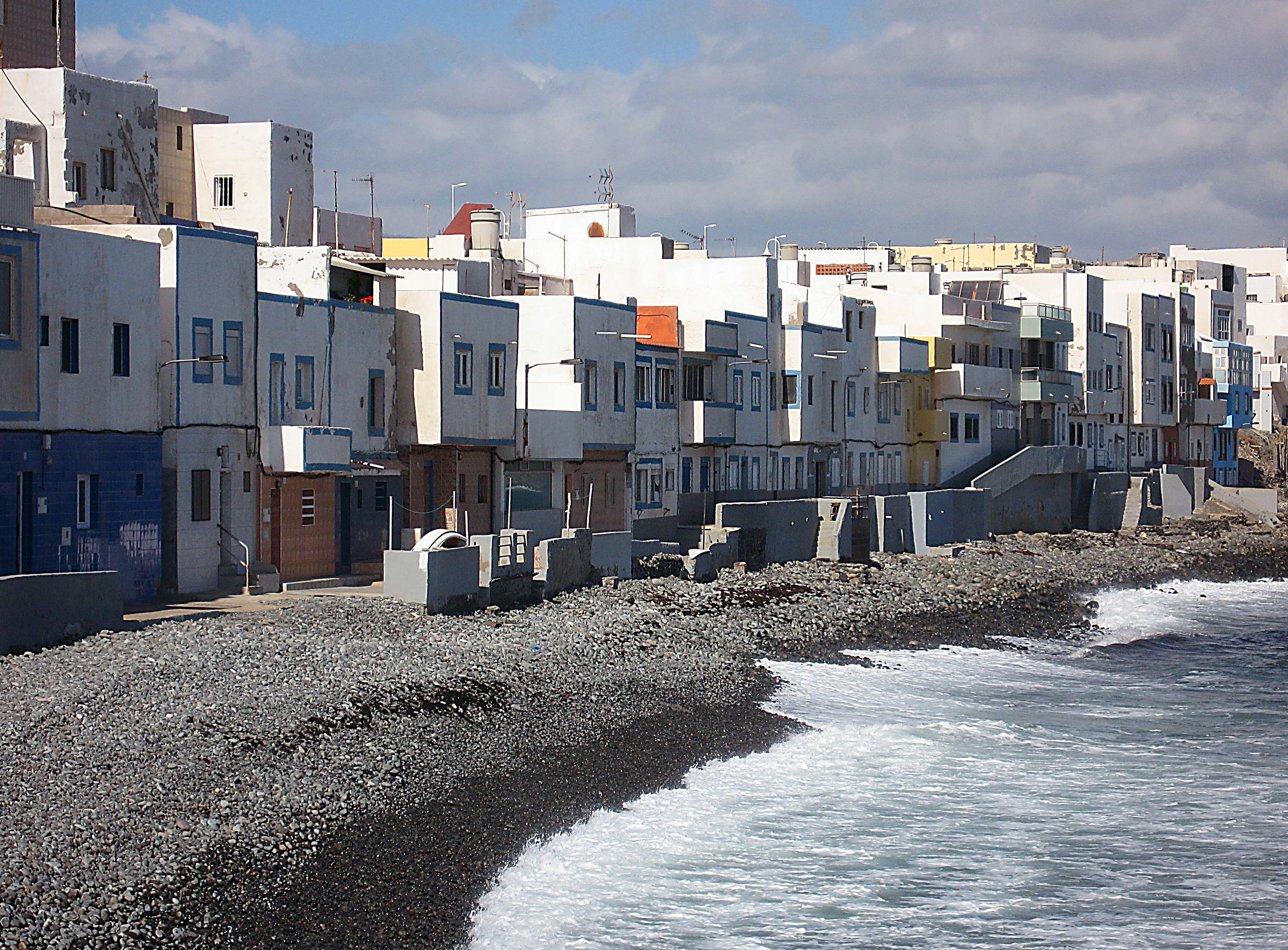
Viviendas en Pozo Izquierdo

Santa Lucía forma parte de la Mancomunidad Intermunicipal del Sureste de Gran Canaria, junto con los municipios de Agüimes e Ingenio.
El municipio se divide en los siguientes barrios o localidades y sus correspondientes núcleos:
- Casa Pastores
- Cruce de Sardina: Balos I, Balos II, El Canario, El Cruce I, El Cruce II, Los Llanos y La Vereda
- El Doctoral: El Doctoral, La Paredilla I, La Paredilla II, San Pedro Mártir I y San Pedro Mártir II
- El Ingenio
- Las Lagunas
- El Morisco
- Parral Grande
- Pozo Izquierdo
- Rosiana: Rosiana Alta y Rosiana Baja
- Santa Lucía (capital municipal): El Mundillo, El Parralillo, Santa Lucía (casco) y El Valle
- Sardina: La Blanca, Camino La Madera, Orilla Baja y Sardina
- La Sorrueda
- Vecindario: La Cerruda, Hoya Pavón, San Rafael, La Unión y Vecindario

## Economía
Su principal actividad económica es el comercio, que se desarrolla principalmente en la zona costera. Podemos destacar además el paseo comercial abierto de la Avenida de Canarias, motor económico de Vecindario y del municipio.
La agricultura persiste en la localidad con explotaciones en invernaderos en la zona costera –tomates, pepinos, plátanos, flores, etc.—, así como con pequeñas fincas en el interior destinadas sobre todo al autoconsumo.
Sin embargo, gran parte de la población trabaja en el sector turístico de San Bartolomé de Tirajana o en pequeñas industrias locales, sobre todo en el vecino polígono industrial de Arinaga, perteneciente al municipio de Agüimes.
En el municipio se encuentra el Instituto Tecnológico de Canarias, que estudia las energías renovables.

## Cultura

### Patrimonio
El municipio posee varios elementos patrimoniales:
Arqueológico
- Las Fortalezas (BIC). En este edificio volcánico se localizan numerosas cuevas aborígenes de habitación y enterramiento, donde se ha hallado una gran cantidad de material arqueológico. La disposición de Ansite responde a los cambios en la estrategia de los canarios durante el desarrollo de la conquista europea de la Isla, cuando tras un fallido intento de alianza con los portugueses proceden a abandonar los poblados costeros más vulnerables y se reagrupan en el interior, en poblados-fortaleza como este desde donde hostigan a los castellanos y almacenan agua y víveres que les garantizan una importante resistencia.
- Grabados rupestres de La Era del Cardón (BIC)
- Túmulos funerarios de Pozo Izquierdo.

Religioso
- Iglesia de Santa Lucía. Edificio de principios del siglo XX. Posee pinturas del pintor José Arencibia Gil en su capilla mayor.
- Ermita de San Nicolás de Bari. Localizada en Sardina del Sur, fue creada en 1814. Desde 1882, la ermita cuenta con una reliquia de San Nicolás como su mayor valor espiritual. En 1892, los vecinos son autorizados por el obispo para poder trabajar en la ermita en fiestas de guardar.
- Iglesia de San Rafael. Ubicada en la Avenida de Canarias.

Civil

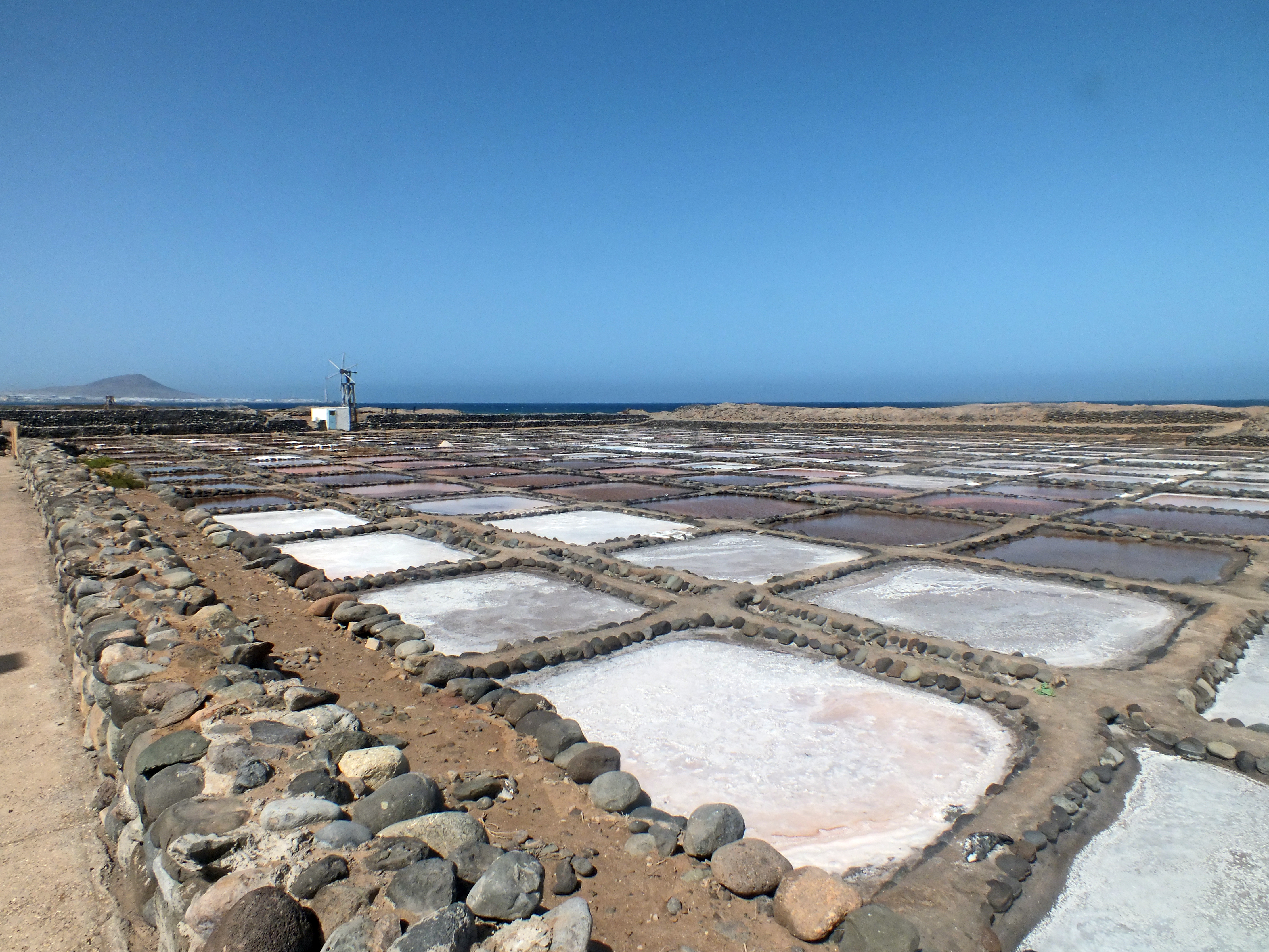
Salinas de Tenefé, en la costa del municipio de Santa Lucía de Tirajana

- Casco de Santa Lucía y núcleos de La Sorrueda y La Montañeta, con arquitectura tradicional canaria.
- Molino de aceite de El Valle (BIC).
- Salinas de Tenefé (BIC).

Natural
- Caldera de Tirajana. Es una amplia caldera volcánica donde se ubica el casco de Santa Lucía. Este lugar es considerado un espacio de gran singularidad paisajística puesto que combina el escarpado relieve del territorio, el conjunto arquitectónico, la riqueza vegetal y el paisaje agrícola.
- Barranco de Tirajana. Nace en la caldera de Tirajana y desemboca en el mar por los Llanos de Juan Grande. Este barranco posee una extensión de 76 km². En él se pueden apreciar diferentes aspectos arqueológicos, botánicos y geológicos.
- Barranco de Balos: Emplazado en el sureste de Gran Canaria, tiene su cabecera en el Pino del Majadal a 400 metros de altura, y desemboca en la Bahía de Formas en los Llanos de Arinaga. Se trata del límite municipal entre Santa Lucía y Agüimes. Su importancia radica en la densa colonia de balos que contiene y en la presencia de una estación rupestre en el Lomo de los Letreros.

### Entidades culturales
- Museo de La Zafra
- Museo del Gofio
- Museo de El Hao. Localizado en el casco de Santa Lucía, es de un alto interés histórico cultural debido a los diversos aspectos que abarca. Este museo es básicamente arqueológico, puesto que se exponen restos hallados en los yacimientos arqueológicos de la zona. Además nos encontramos con temas relacionados con la etnografía, litología, botánica y zoología. Entre sus paredes podemos visitar una sala de cerámica y de maquinaria en desuso. También existe una sala de arte canario, otra de armas, etc. En los alrededores de este museo se extiende un jardín en el que se puede apreciar la existencia de flora autóctona y árboles frutales de diferentes latitudes.
- Centro de Interpretación del Pastoreo
- Museo de La Fortaleza
- Centro de Interpretación de las Salinas de Tenefé
- Centro de Artesanía, que se encuentra ubicado en Vecindario, en el parque de La Era. En este centro es posible conocer el taller de producción de elementos y objetos de alfarería y cestería. La alfarería tradicional en Santa Lucía se caracteriza por la herencia de la técnica de los aborígenes, con el uso exclusivo de las manos durante el modelado de las vasijas. Las materias primas utilizadas son el barro, arena de barranco, almagre rojo y la leña para prender el fuego. Para la elaboración de cestas se utiliza fibra vegetal de caña, palma, junco y anea, entre otras.
- Teatro Víctor Jara: Pertenece a la Red Nacional de Teatros, y en él se llevan a cabo diferentes acciones culturales durante el año. Este teatro cuenta con eventos propios durante todo el año.

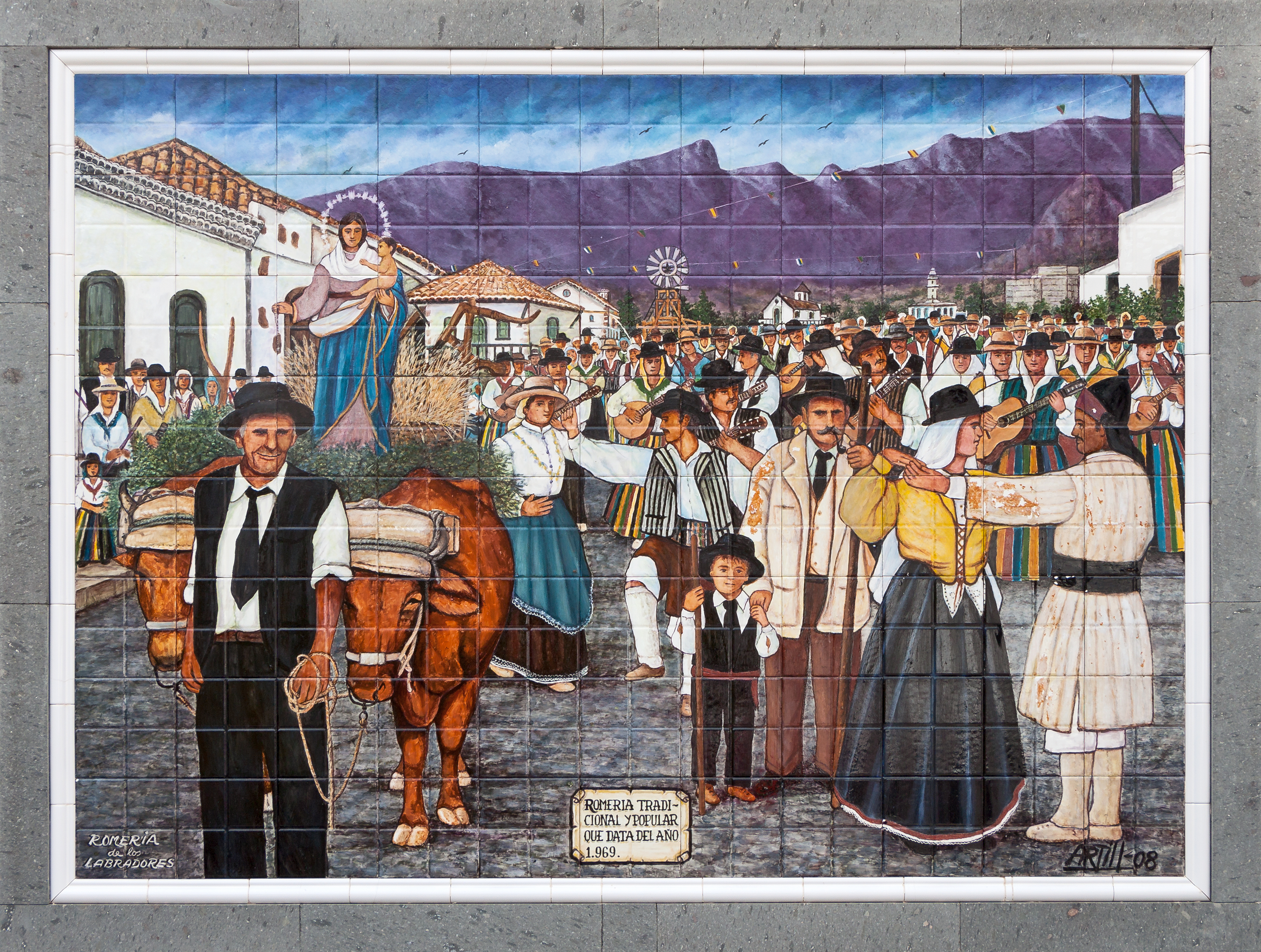
Mosaico que representa la romería de los Labradores

### Festividades
El día 13 de diciembre se celebran en el municipio las fiestas en honor a su patrona: Santa Lucía de Siracusa, declarada de interés turístico. De la conjugación de originalidad y tradición nacen jornadas como la procesión de la imagen de Santa Lucía, la coronación de La Lucía junto a su homónima sueca.
Otra festividad importante en el municipio es la que se desarrolla en honor a la virgen del Rosario. Se celebra el domingo siguiente al día de la patrona. Es la jornada que congrega a un mayor número de visitantes. Se celebra la conocida como romería de los Labradores en la que se dan cita miles de romeros vestidos con los trajes típicos: sombrero negro, alpargatas, el cuchillo canario, la calabaza llena de mejunje, vino, ron o agua y comida típica como el queso de cabra, los chicharrones, mantecados, el puño de gofio y las sardinas fritas. Ese día, las carretas, tiradas por tractores o reses, recorren las calles del pueblo ofreciendo a los numerosos visitantes dichos productos para su degustación.
Por último, el día 24 de octubre se celebran en Vecindario las fiestas en honor a San Rafael, que cuenta entre otros actos tradicionales con una feria de ganado, y en mayo se llevan a cabo las fiestas de San Isidro en Sardina.

### Gastronomía
Destacan dentro de los productos gastronómicos de Santa Lucía de Tirajana las aceitunas, el aceite y la sal producidos en la localidad, así como un licor denominado «Mejunje» elaborado a partir de ron, miel y hierbas aromáticas.

### Deporte

#### Instalaciones deportivas
La Playa de Pozo Izquierdo está considerada como una de las principales para la práctica del windsurfing. Se caracteriza por ser una zona frecuentemente azotada por los vientos y ha sido elegida como uno de los puntos principales de celebración del campeonato mundial de windsurfing. Junto a ella se localiza el Centro Internacional de Windsurfing, acondicionado con las instalaciones necesarias para la práctica de este deporte náutico, piscinas y tiendas especializadas en esta actividad deportiva.